# Parafia św. Mikołaja Biskupa w Gostyczynie
Parafia świętego Mikołaja Biskupa w Gostyczynie – parafia rzymskokatolicka, znajdująca się w diecezji kaliskiej, w dekanacie Ołobok.